# Ancud
Ancud è un comune del sud del Cile situato nella parte settentrionale dell'isola di Chiloé, nella regione di Los Lagos.

## Demografia e geografia
La città di Ancud è sede vescovile e ha circa 27.000 abitanti mentre tutta la popolazione comunale si aggira sulle 40.000 persone. Circa i due terzi della popolazione ancuditana vivono in centri urbani. Dal 1767 al 1982, Ancud fu capitale dell'isola e provincia di Chiloé.
Il territorio comunale si estende per 1.752 km². La sua densità media di popolazione è di 15,6 abitanti per km². Confina con il comune di Dalcahue a sud, con il comune di Quemchi ad est e sud-est, e con l'Oceano Pacifico a nord-est, nord ed ovest.